# Броненосцеві
Бронено́сцеві, або Панцерникові (Dasypodidae) — родина плацентарних ссавців з надряду неповнозубих (Xenarthra).
Типовий представник — панцерник, або броненосець.
Довжина тіла від 12 см до 1,5 м (гігантський броненосець). На спині панцир з рогових щитків. В Америці зустрічається 20-25 видів броненосців (від півдня США (Канзас, Небраска) до Чилі й півдня Аргентини). Харчується комахами, зміями, плодами і падлом. При нападі деякі згортаються в кулю, інші ховаються в норах. Об'єкт полювання (використовують м'ясо).